# بری الکساندر براون
بری الکساندر براون (انگلیسی: Barry Alexander Brown؛ زادهٔ ۲۸ نوامبر ۱۹۶۰) کارگردان و تدوین‌گر اهل ایالات متحده آمریکا است. وی از سال ۱۹۷۹ میلادی تاکنون مشغول فعالیت بوده‌است. 